# Квинт Спиций Цериал
Вижте пояснителната страница за други личности с името Цериал.
Квинт Спиций Цериал (на латински: Quintus Spicius Cerialis) е сенатор и военен на Римската империя.
Между 181 и 184 г. той е легат (управител) с чин на претор (Legatus Augusti pro praetore) на провинция Реция в Аугсбург. През 181 г. той сменя предишния управител Марк Хелвий Клемент Декстриан (на латински: Marcus Helvius Clemens Dextrianus) и през 185 г. е сменен от Гай Церелий Сабин (на латински: Gaius Caerellius Sabinus).
Той строи и поправя кастели на Реция-лимес, пострадали при маркоманската война (166 – 175). Според намерени надписи през 181 г. той изпраща част от III Италийски легион от Регенсбург в лагера – „кастел Бьоминг“ (Limeskastell Böhming, Бавария) да построи с камъни тогавашния дървен „Numeruskastell“. След една година той строи и „Kastell Ellingen“. През 183/184 г. поправя „Kastell Pfünz“.